# 黃國鎮
黃國鎮（？—1902年），清朝末年台湾嘉義大埔人，大靖政權皇帝。他是臺灣歷史上唯一的本土皇帝。

## 生平
1895年，清朝把台湾割让给了日本，黃國鎮召集李烏猫、張德福等12人結為異姓兄弟，號稱「十二虎」，一起聚众抗日。
1896年1月，黃國鎮率抗日義軍襲擊後大埔。7月10日黃國鎮率義軍數百名圍攻嘉義城。7月15日日軍突圍，抗日軍退入深山。
1897年1月，黃國鎮控制嘉義東堡49個庄，組織聯庄自衛，建立政權，自稱皇帝，定年號为“大靖”。臺灣總督府綏撫，以黃國鎮之父黃享擔任大埔庄長。
1899年3月，黄国镇下山歸順日本，擔任嘉義東堡羌仔寮庄保正，其後移住後大埔成立自治區，继续務農。
1901年，總督府开始誘殺政策，黃國鎮等人被迫再起抗日。
1902年4月，黃國鎮於後大埔被日軍搜索隊擊斃。